# Robert Connell Clarke
Robert Connell Clarke est un chercheur ethnobotaniste, horticulteur, et écrivain américain spécialisé dans la plante de chanvre (Cannabis sativa). Il est considéré mondialement comme un des plus grands spécialistes du cannabis,.

## Biographie
Robert Connell Clarke est né en Californie en 1953. Après des études de biologie, il devient botaniste et horticulteur, se spécialise dans le cannabis, sujet sur lequel il écrira plusieurs livres à partir de l'année 1977.
Dans les années 80 il a participé à l'élaboration d'une banque de graines nommée Cultivators Choice (créée par David Paul Watson), qui a procréé la plupart des variétés de cannabis qu'elle commercialise. Il a également fondé avec David Paul Watson une société aux Pays-Bas nommée Hortapharm B.V. qui produit du cannabis médicinal,.
En tant que chercheur, Clarke est reconnu pour son étude de variétés et cultures locales et traditionnelles du cannabis, en particulier en Asie du sud-est (Népal, Chine, Viet-nam) mais aussi en Afrique, en Europe, dans les Amériques et en Océanie. En 2018, un documentaire promotionnellui était consacré, suivant son parcours à la recherche de cultures locales de chanvre en Turquie.
Clarke a aussi participé au développement de méthodologies de recherche dans ce domaine, et est associé à des avancées telles que l'interprétation des découvertes de restes de cannabis faites en 2020 sur le site archéologique de Tel Arad en Israël,.

### En français
- La botanique du cannabis (2004), Éditions du Lézard

### En anglais
- The botany and ecology of Cannabis (en anglais, 1977)
- Marijuana Botany: The Propagation and Breeding of Distinctive Cannabis (en anglais, 1981)
- Cannabis Evolution (en anglais, 1987)
- Hashish! (en anglais, 1998)
- Hemp Diseases and Pests: Management and Biological Control : an Advanced Treatise (en anglais, 2000)
- The Cannabible (en anglais, 2001)
- Cannabis: Evolution and Ethnobotany (en anglais, 2013)

### En allemand
- Hanf (en allemand, 1997)
- Haschisch: Geschichte, Kultur, Inhaltsstoffe, Genuss, Heilkunde, Herstellung (en allemand, 2000)[15]